# Yuco
Yuco es una localidad española del municipio de Tinajo, situado en la isla de Lanzarote, perteneciente a la provincia de Las Palmas, en la comunidad autónoma de Canarias.

## Historia
Hacia mediados del siglo XIX, el lugar era referido como una aldea ya por entonces perteneciente a Tinajo. Aparece descrito en el decimosexto y último volumen del Diccionario geográfico-estadístico-histórico de España y sus posesiones de Ultramar de Pascual Madoz con las siguientes palabras:

YUCO: ald. de la isla de Lanzarote, prov. de Canarias, part. jud. de Teguise, térm. jurisd. de Tinajo. sit. á 1/2 milla N. del Peñon y una al O. de Tiagua. Se compone de 8 casitas ó cortijos cuyos vec. estan comprendidos en el ayunt. parr. de Tinajo: su terreno es bastante llano y fértil, y prod. lo necesario para la manutencion de sus hab. en años que favorecen un poco las lluvias. pob., riqueza y contr.: con el ayuntamiento.
(Madoz, 1850a, p. 437)

Se mencionaba también por entonces la existencia al oeste de la aldea de un malpaís del mismo nombre, de unos dos millares de fanegas. Así se describe en la misma obra:

YUCO (mal-pais de): térm. de la isla de Lazarote, prov. de Canarias, part. jud. de Teguise, térm. jurisd. de Tinajo: sit. á 1/2 milla en direccion O. de la ald. de su nombre, y de la Vegueta con quien confina al E.; por el S. con las montañas de Tisalaya; por el O. Iguaden y Tinguaton, y por el N. con la montaña de Tinache y Vega blanca. Consta de unas 2,000 fan. de territorio árido y muy pedregoso de composicion volcánica; pero que con poco invierno que haya produce muchos cereales. En la parte del S. se hallan algunas pequeñas plantaciones de viñedo, que dan un mosto de escelente calidad; estando destinadas para la labor de estas tierras 125 yuntas. En años de lluvias son susceptibles estas tierras de producir 50 fan de trigo por cada una de sembradura.
(Madoz, 1850b, p. 437)

En 2023, el núcleo de población de Yuco, encuadrado dentro de la entidad singular de población de La Vegueta, tenía empadronados 304 habitantes.